# Villa Gandino
Villa Gandino, o Villa Malvezzi, si trova nel comune di Ozzano dell'Emilia, nella città metropolitana di Bologna.

## Storia
L'edificio primitivo risalente alla metà del XVI secolo era noto come villa Palazzone. A quei tempi era un semplice fabbricato quadrangolare con due torrette di avvistamento che sormontavano il portone ad arco. Queste torrette sono raffigurate in uno schizzo del 1581 del perito agrimensore Alfonso Nelli nel lato posteriore del tetto.
Dopo vari passaggi di proprietà nel primo decennio del XIX secolo i Conti Malvezzi acquistarono dai conti Hercolani la villa Palazzone e trasformarono il fabbricato dandogli l'impronta neoclassica che tuttora conserva.
Dopo la morte nel 1892 del senatore Giovanni Luigi Malvezzi de' Medici la proprietà fu acquistata da Giovanni Battista Gandino, insigne latinista e senatore del Regno, che ne fece luogo di incontro di personaggi illustri come Giosuè Carducci, Giovanni Pascoli, Olindo Guerrini ed Enrico Panzacchi.
Nel 1933 il pittore bolognese Antonio Mosca eseguì dei lavori di decorazione nella villa per conto di Adolfo Gandino di cui restano alcuni acquarelli.
Attualmente la villa è completamente restaurata.

## Proprietari di villa Gandino (ex Malvezzi, ex Palazzone)

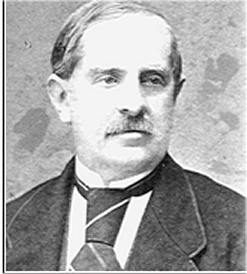
Giovanni Luigi Malvezzi de' Medici (1819-1892)
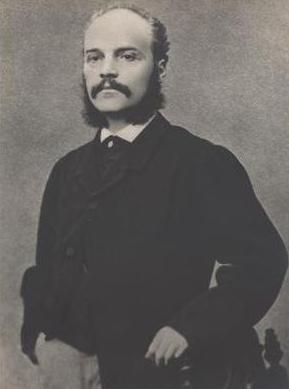
Giovanni Battista Gandino (1827-1905)
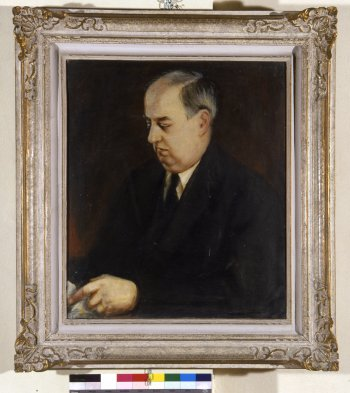
Adolfo Gandino (1878-1940)